# 坎地沙坦
坎地沙坦（英語：Candesartan、发音为/ˌkændɨˈsɑrtən/，rINN）是一款血管紧张素II受体拮抗剂药物，多用于治疗高血压症。前体药物坎地沙坦酯是日本武田制药公司率先研制，后阿斯利康制药加入联合开发，于1997年在瑞典首先上市。目前该款药物由阿斯利康制药和武田制药占有主要市场，主要商业品牌有必洛斯（Blopress）、Atacand、Amias、Ratacand和Kenzen。

## 临床应用
作为血管紧张素II受体拮抗剂，坎地沙坦被用于治疗高血压。2000年代早期，一项CHARM研究表明，坎地沙坦对充血性心力衰竭的治疗有着发病率和死亡率降低的益处。因此，尽管血管紧张素转化酶抑制剂仍被视为治疗心力衰竭的一线药物，但是坎地沙坦可与血管紧张素转化酶抑制剂组合使用可以改善不耐受该抑制剂的患者的死亡率和发病率。

### 高血压前期
在一项为期四年的随机对照试验研究中，坎地沙坦与安慰剂进行了比较，测试它是否可以预防或延缓所谓高血压前期的高血压潜在人群患高血压症的几率。在试验的前两年，一半的试验者服用坎地沙坦，而另一半人接受安慰剂的治疗。在此期间，坎地沙坦减低了三分之二试验者的高血压风险。在试验的后两年里，所有参与者都该服安慰剂。在过去的两个多年研究，所有参与者改用安慰剂。到研究结束时，坎地沙坦有显著性差异地降低了试验者超过15％的高血压风险。接受安慰剂的试验人群的严重副作用要比服用坎地沙坦的试验者多。

### 结合利尿剂
坎地沙坦可以与低剂量的噻嗪类利尿剂配方结合使用，形成氢氯噻嗪复合制剂，达到降压效果，以治疗使用单一药物不能控制的高血压患者。有数个商业品牌生产坎地沙坦酯氢氯噻嗪，这些品牌包括有，Atacand HCT、Hytacand Blopress Plus和Ratacand Plus。

坎地沙坦酯

## 化学和药代动力学
坎地沙坦为环己1 -羟乙基碳酸盐酯，称作坎地沙坦酯。坎地沙坦酯在体内迅速被水解成活性代谢物，其代谢由酯酶在肠壁内被完全吸收。前体药物的形式可以增加坎地沙坦的生物利用度。尽管如此，坎地沙坦酯片代谢的绝对生物利用度仅为15%，而坎地沙坦酯溶液为40%。
http://dx.doi.org/10.1021/jm00067a016